# Hans-Joachim Niemann
Hans-Joachim Niemann, né en 1941 à Kiel, au bord de la mer Baltique, est un philosophe allemand qui a développé les méthodes du rationalisme critique  pour les appliquer dans les domaines de la métaphysique et de l'éthique.

## Biographie
Niemann fait des études de sciences naturelles et de philosophie. Après être diplômé en physicochimie en 1970, il passe son doctorat ès sciences à l'université de Tübingen en 1972. Jusqu'en 1984, chez KWU AG (Siemens AG), il est chef d'une équipe de chercheurs à étudier la séparation d'isotopes au laser, la spectroscopie à température en kelvins et la spectroscopie de molécules UF6  en oscillation et en rotation.
Depuis 1984, il est philosophe et auteur indépendant. Il fait des recherches dans les domaines de la théorie de la connaissance, du rationalisme critique et de l'éthique rationnelle. De 1993 à 1999, il est chargé de donner des cours sur le rationalisme critique et les philosophes proches de ce courant à la faculté de philosophie de l'université Otto-Friedrich de Bamberg et de l'université de Passau. Il est cofondateur de la Société de philosophie en Franconie (Bamberg) et de la Société de philosophie critique (Nuremberg) ainsi que d'un périodique philosophique Lumières et critique (Aufklärung und Kritik) dont il est aussi coéditeur.

### Livres
- Die Strategie der Vernunft. Rationalität in Erkenntnis, Moral und Metaphysik, Braunschweig (Vieweg) 1993,  (ISBN 3-528-06522-2). (La Stratégie de la Raison. Le rationalisme appliqué en connaissances, morale et métaphysique, 188 p.)
- Lexikon des Kritischen Rationalismus, Tübingen (Mohr Siebeck) 2004,  (ISBN 3-16-148395-2). Plus de mille mots-clé du rationalisme critique, les arguments les plus importants de K. R. Popper et de H. Albert, citations des textes originaux. Édition pour étudiants en 2006,  (ISBN 3-16-149158-0)
- Die Strategie der Vernunft. Problemlösende Vernunft, rationale Metaphysik und Kritisch-Rationale Ethik, 2. verbesserte und erweiterte Auflage, Tübingen (Mohr Siebeck) 2008,  (ISBN 978-3-16-149878-7) (La Stratégie de la Raison. Résoudre des problèmes, traiter des questions métaphysiques et savoir agir dans des conflits éthiques, 2e édition remaniée et élargie, 306 p.)
- Die Nutzenmaximierer. Der aufhaltsame Aufstieg des Vorteilsdenkens, Tübingen (Mohr Siebeck) 2011.  (ISBN 978-3-16-150856-1). (Ceux qui maximisent le profit. La résistible ascension de l'égoïsme)

### Traductions
- K. R. Popper, Die Quantentheorie und das Schisma der Physik,(Quantum Theory and the Schism in Physics, 1982), traduit en allemand par Hans-Joachim Niemann, Tübingen (Mohr Siebeck) 2001,  (ISBN 3-16-147568-2).
- K. R. Popper, Realismus und das Ziel der Wissenschaft,(Realism and the  Aim of Science, 1983), traduit en allemand par Hans-Joachim Niemann, Tübingen (Mohr Siebeck) 2002,  (ISBN 3-16-147772-3).

### Articles
- In Pursuit of Relativism. Nicholas Rescher's Method of Double Writing, Quarterly Journal of Ideology 21 (3&4) Dec. 1998, p. 63-95. (À la poursuite du relativisme : la méthode de Nicholas Rescher et l'art du style ambigu)
- Die 'Krise in der Erkenntnistheorie' – Sokal, Bricmont und die wissenschaftlichen Standards in der Philosophie, CONCEPTUS Nr. 80 (1999), p. 1-35. (La crise dans la théorie  de la connaissance : Sokal, Bricmont et les règles scientifiques en philosophie)
- Wie objektiv kann Ethik sein?, Aufklärung und Kritik 5 (2001), p. 23-41 (L'objectivité dans l'éthique : est-ce possible ?)
- 70 Jahre Falsifikation: Königsweg oder Sackgasse?, Aufklärung und Kritik 2 (2005), p. 52-79. (La falsification dans sa 70e année : la meilleure voie à suivre ou une impasse ?)
- Über die Grenzen der Toleranz und 'objektive Toleranz' als Instrument der Gewaltminimierung, in: Eric Hilgendorf (Hrsg.), Wissenschaft, Religion und Recht - Hans Albert zum 85. Geburtstag, Berlin (LOGOS) 2006, p. 313-338 (Sur les limites de la tolérance et sur la « tolérance objective » : instrument pour minimiser la violence :: cet essai propose des amendements de la Charte de l'ONU pour lutter plus efficacement et à niveau universel contre la violence
- Propensity und Serendipity - Zwei Leitideen steuern den glücklichen Zufall, Aufklärung und Kritik 1 (2008), p. 48-73. (Propensity et serendipity : ces deux motifs conducteurs peuvent influencer notre vie en nous poussant à profiter des hasards favorables)

## Liens  externes
- Notices d'autorité :   - VIAF
  - ISNI
  - BnF (données)
  - IdRef
  - LCCN
  - GND
  - CiNii
  - Belgique
  - Pays-Bas
  - Israël
  - NUKAT
  - Norvège
  - WorldCat
- Ressources relatives à la recherche :   - ORCID
  - Scopus
- (de) « Publications de et sur Hans-Joachim Niemann », dans le catalogue en ligne de la Bibliothèque nationale allemande (DNB).
- Philosophers Today
- opensociety.de
- (de) Un portrait de presse de Scott Johnston)